# Partido Demócrata Europeo Catalán
El Partido Demócrata Europeo Catalán (PDeCAT o PDECat; en catalán: Partit Demòcrata Europeu Català), también denominado Partit Demòcrata, fue un partido político español radicado en Cataluña de ideología socioliberal, independentista y europeísta.
Fundado en julio de 2016 con el nombre de Partido Demócrata Catalán, fue admitido en el Registro de Partidos Políticos el 29 de septiembre de ese año con el nombre oficial actual. En junio de 2017, el Ministerio del Interior autorizó al partido emplear el apelativo Partit Demòcrata en sus comunicaciones y actos públicos.

Se le considera el sucesor político del partido Convergencia Democrática de Cataluña. Asimismo, es partido fundador de la coalición Junts per Catalunya, presentándose en solitario por primera vez en las elecciones al Parlamento de Cataluña de 2021.
En octubre de 2022 registró la marca Espai CiU como partido político, con la que se reivindica como proyecto aglutinador del soberanismo moderado, alejado de la vía unilateral hacia la independencia.

## Historia

### Congreso Fundacional (2016)

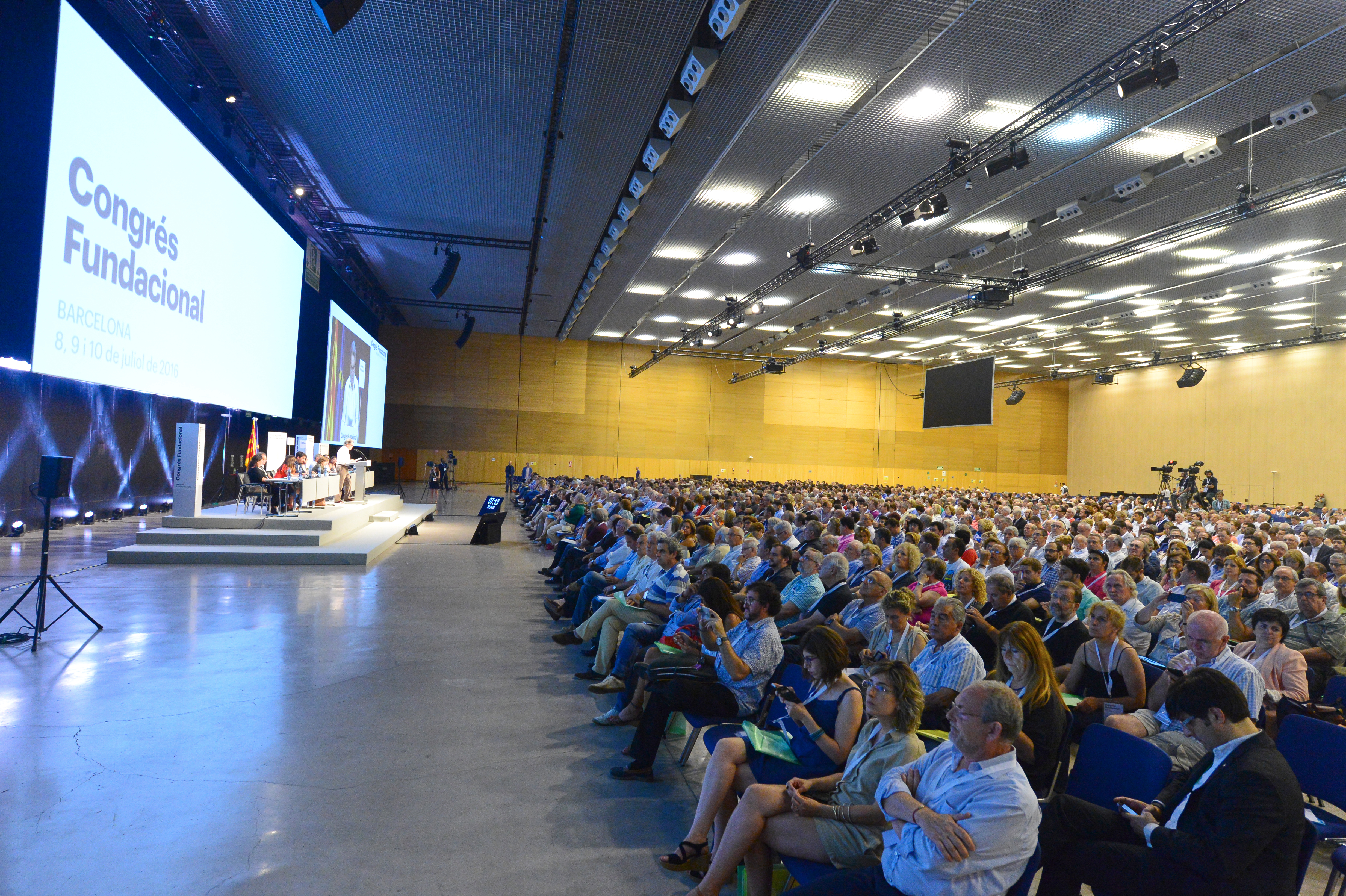
Congreso fundacional celebrado en Barcelona.

El 8 de julio de 2016 se realizó el último congreso de Convergencia Democrática de Cataluña, en el que se acordó su «refundación» en un nuevo partido que tendría su primer congreso del 8 al 10 de julio. El objetivo de la derecha independentista era ofrecer una imagen nueva y limpia tras los escándalos de corrupción de su predecesora CiU.

Al inicio dicho Congreso Fundacional fueron propuestos dos nombres para el nuevo partido: «Més Catalunya» y «Catalans Convergents», pero distintas facciones del partido manifestaron su rechazo a ambas propuestas, y el 9 de julio (segundo día del Congreso) se presentaron otras tres propuestas denominadas de consenso: «Junts per Catalunya», «Partit Demòcrata Català» y «Partit Nacional Català». En la votación final del 10 de julio se impuso «Partit Demòcrata Català» (PDC) (por 871 votos frente a 657 que recibió la opción «Partit Nacional Català»).
Tras ello, el 23 de julio fueron celebradas elecciones primarias, resultando elegida la directiva formada por Artur Mas como presidente, Neus Munté como vicepresidenta, Marta Pascal como coordinadora general, David Bonvehí como coordinador ejecutivo, Mercè Conesa como presidenta del Consejo Nacional y otros diez cargos orgánicos ejecutivos. Participaron 5430 inscritos, aproximadamente el 60 % de los más de 8000 totales.

### Presidencia de Artur Mas (2016-2018)

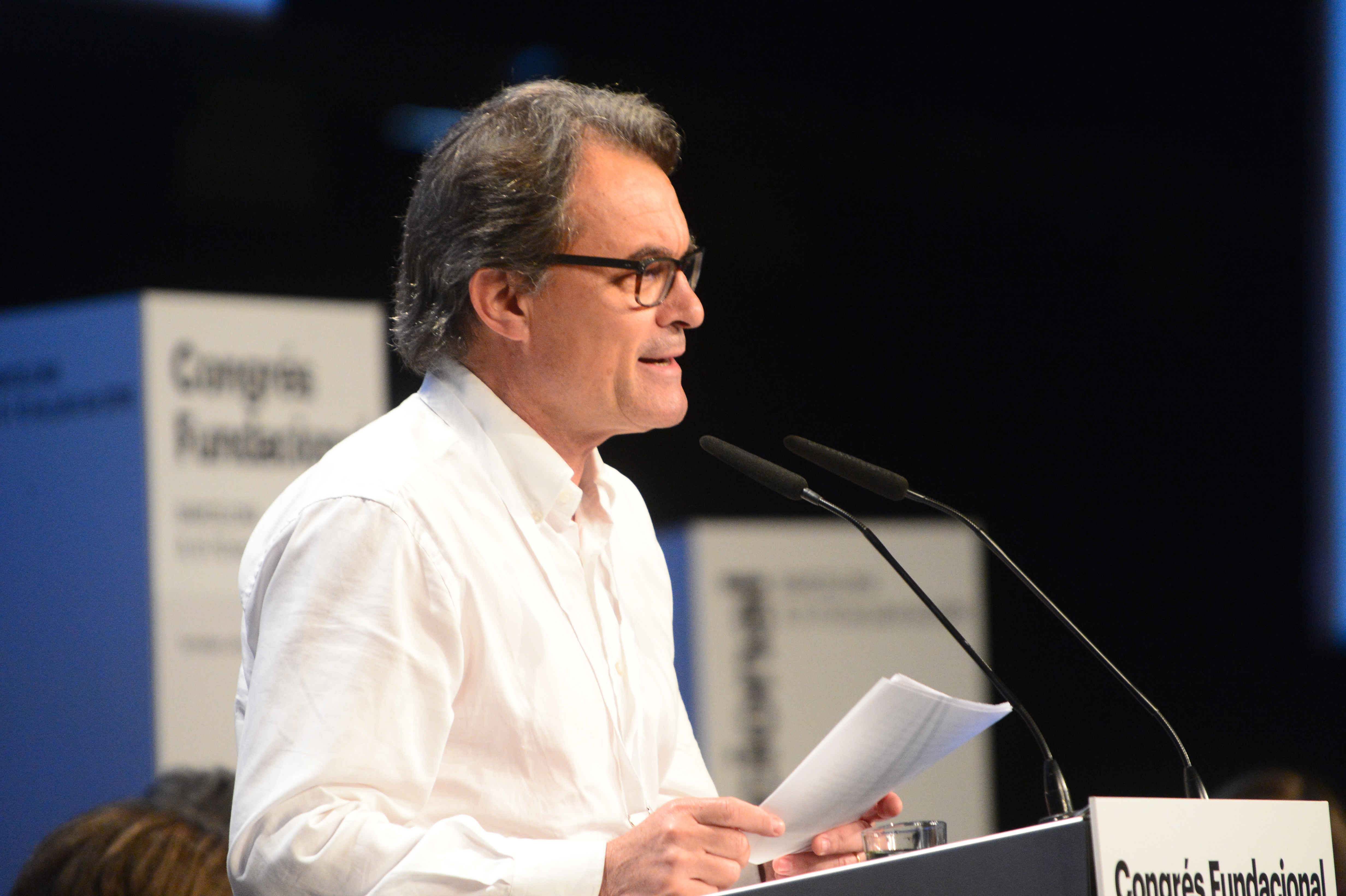
Artur Mas fue nombrado primer presidente de la formación.

Poco después del Congreso Fundacional, el PDC se encontró con la dificultad de inscribir la denominación inicialmente elegida para el partido (Partit Demòcrata Català) por ser similar a Demócratas de Cataluña (dicha similitud ya impidió registrar en 2015 una formación con el nombre de «Partit Demòcrata de Catalunya»). Ante dicha situación, el partido anunció el registro del nombre «Partit Demòcrata Europeu Català» bajo las siglas PDeCAT, aceptando el Registro de Partidos del Ministerio del Interior dicha propuesta de inscripción el 29 de septiembre de 2016, y ratificando los militantes del partido la nueva denominación el 21 y 22 de octubre de ese mismo año. Finalmente, en junio de 2017, el Ministerio del Interior autorizó al partido emplear el nombre de "Partit Demòcrata" en sus comunicaciones y actos públicos (manteniendo su registro oficial como "Partit Demòcrata Europeu Català").
Una vez fijada la identidad del PDeCAT, el año 2017 estuvo marcado en la política catalana por el Referéndum de Independencia del 1 de Octubre, la posterior Declaración Unilateral de Independencia del 10 y 27 de octubre y la definitiva Intervención de la autonomía catalana por el art. 155 de la Constitución Española. Todos estos eventos fueron seguidos muy de cerca por el PDeCAT, que experimentó tensiones con el presidente de la Generalidad de Cataluña Carles Puigdemont durante esos meses por su deriva unilateralista, llegando a ser cesados varios Consejeros del PDeCAT en julio de ese año. No obstante, el partido apoyó al presidente Puigdemont durante esos meses (el mismo presidente Carles Puigdemont y diversos consejeros como Santi Vila, Jordi Turull, Joaquim Forn y Josep Rull eran afiliados del PDeCAT), aunque no sin reticencias por parte de Artur Mas y diversos miembros destacados del partido.

Todos esos acontecimientos llevaron a la convocatoria de las Elecciones catalanas de diciembre de 2017, para las que ERC anunció que se presentaría por separado "ante la imposibilidad de una candidatura unitaria". Ante dicha situación (que implicaba la desaparición de la coalición Junts pel Sí de la que formaba parte CDC, el partido antecesor del PDeCAT), el PDeCAT impulsó la nueva coalición Junts per Catalunya para concurrir a dichas elecciones junto a CDC (que aún seguía existiendo a nivel formal) y con el apoyo externo de diversos independientes del entorno de Carles Puigdemont, quien lideró la candidatura.
Finalmente, ante los resultados obtenidos en dichas elecciones (que plantearon el dilema en el seno del partido entre ir a una repetición electoral o lograr un pacto con ERC y la CUP para conformar un gobierno independentista estable) y la necesidad de "nuevos líderes" (ante la proximidad de la sentencia del "caso Palau"), Artur Mas acabó presentando su renuncia como presidente del partido el 10 de enero de 2018. Tras dicha dimisión, la presidencia del PDeCAT fue asumida por su vicepresidenta Neus Munté de forma interina, asistida en las labores ejecutivas por los dos coordinadores del partido Marta Pascal y David Bonvehí.

### Presidencia interina de Neus Munté (2018)

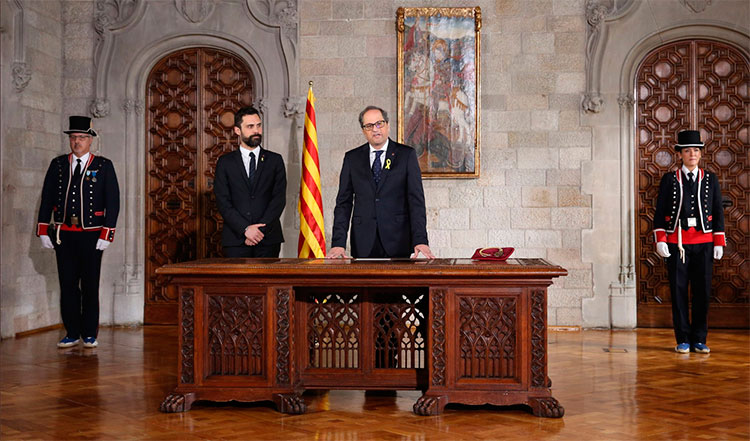
Quim Torra toma posesión del cargo de presidente de la Generalidad.

El principal reto inicial de la nueva directiva presidida por Munté fue gestionar los resultados electorales del anterior diciembre y la imposibilidad legal de investir a Carles Puigdemont como Presidente de la Generalidad (al hallarse en Bélgica e impedir su investidura telemática el Tribunal Constitucional). Finalmente, el 14 de mayo de 2018 fue investido como nuevo presidente de la Generalidad Quim Torra, encabezando un nuevo gobierno de coalición entre Junts per Catalunya (coalición fundada por el PDeCAT) y Esquerra Republicana de Catalunya.
Pocos días tras la investidura de Torra, la Audiencia Nacional condenó al Partido Popular (PP) por el caso de corrupción Gürtel, lo que llevaría a Pedro Sánchez (líder del PSOE) a presentar una moción de censura contra el entonces Presidente del Gobierno Mariano Rajoy (PP). En aquel momento, el PDeCAT contaba con 8 escaños en el Congreso de los Diputados cuyos votos eran esenciales para el éxito de esta moción. Finalmente, el 1 de junio, el PDeCAT votó Sí a la moción (en contra de la propuesta de Puigdemont, que fomentó la abstención para mantener a Rajoy en el poder y prolongar así su confrontación con el independentismo), permitiendo la investidura de Pedro Sánchez como nuevo presidente.
Finalmente, Neus Munté anunció su renuncia a presentar su candidatura a la Presidencia del partido (hasta entonces su cargo era interino), pasando a ser celebrara la Primera Asamblea Nacional del PDeCAT entre el 20 y 22 de julio de 2018. Durante la misma (marcada por el anuncio de Puigdemont de la creación del nuevo partido Crida Nacional per la República el 16 de julio) fue elegida la nueva cúpula del partido bajo la presidencia del entonces coordinador David Bonvehí y la vicepresidencia de Míriam Nogueras, obteniendo su candidatura un 65 % de los votos (frente al 29 % que obtuvo la candidatura alternativa de David Torrents).

### Presidencia de David Bonvehí (2018-2023)
Apenas tres meses tras su elección, la nueva directiva del PDeCAT afrontó su expulsión de la Alianza de los Liberales y Demócratas por Europa (ALDE) (hasta entonces coalición europea a la que pertenecía el PDeCAT), siendo dicha exclusión aprobada el 27 de octubre de 2018 por 2/3 de los miembros de dicho grupo político europeo (consecuencia tanto del conflicto entre el PDeCAT y el nuevo miembro de la coalición europea, el partido Ciudadanos, como del rechazo de los socios europeos a los casos de corrupción de la antigua Convergencia).

A pesar de dicha expulsión, el primer año y medio de la nueva directiva de David Bonvehí fue bastante estable, manteniendo la autonomía del partido frente a la nueva iniciativa impulsada por Puigdemont de la Crida (a pesar de las presiones recibidas para su disolución en dicho proyecto), y concurriendo a las elecciones celebradas durante el 2019 (elecciones generales en abril; municipales y europeas en mayo; y repetición de las generales en noviembre) bajo la coalición Junts per Catalunya, tal y como ya hizo el partido en las elecciones catalanas de 2017.
El statu quo logrado por el PDeCAT durante 2019 acabó rompiéndose a mediados de 2020 con las siguientes escisiones:
- Partit Nacionalista de Catalunya (PNC): En junio de 2020 es constituido el PNC, partido impulsado por Marta Pascal y otros antiguos miembros del PDeCAT como Carles Campuzano o Jordi Xuclà.[85][86] Este partido criticó el unilateralismo demostrado por la coalición Junts per Catalunya y el expresidente Carles Puigdemont en el proceso independentista, decidiendo fundar un nuevo partido moderado que abogase por el Referéndum pactado con España.[87][88]
- Junts per Catalunya (Junts): Apenas unos días después, en julio de 2020, fue constituido el partido político "Junts" a partir del partido inscrito ya en 2018 y homónimo a la coalición Junts per Catalunya (el partido y coalición son entidades jurídicas diferenciadas).[89][90] Esta acción, impulsada por Carles Puigdemont con el apoyo de miembros de la Crida y del PDeCAT (como Jordi Turull, Josep Rull, Joaquim Forn, Damià Calvet, Jordi Puigneró o la hasta entonces vicepresidenta del partido Míriam Nogueras, que dimitió de dicho puesto),[91] fue muy criticada por el PDeCAT al considerar que el partido Junts per Catalunya era una marca de su propiedad.[92] Este partido (Junts) rechazaría desde un principio reeditar cualquier tipo de alianza electoral con el PDeCAT,[93][94] abogando por una ideología transversal y teniendo como máxima la independencia de Cataluña y la confrontación con el Estado español.[95][96][97]

A raíz de esta última escisión (de Junts), el PDeCAT interpuso una demanda ante el TSJC alegando irregularidades en el método seguido por el entorno de Carles Puigdemont para tomar el control de dicho partido (Junts llevaba registrado desde julio de 2018), lo que generó una gran polémica a finales de agosto e impulsó al mismo Puigdemont (hasta entonces con doble militancia en este partido y Junts) y diversos altos cargos de su en torno a abandonar el PDeCAT. Tras ello, el 3 de septiembre de 2020, el presidente de la Generalidad (Quim Torra, próximo a Puigdemont) destituiría a los consejeros Buch, Vilallonga y Àngels Chacón, esta última la única consejera aún afiliada al PDeCAT, calificando este partido dicha decisión de "purga política" y ampliando la fractura con Junts.
En octubre de 2020 y ante dicha situación, el PDeCAT decidió impulsar su candidatura para las próximas elecciones catalanas en solitario (fuera de la coalición JUNTSxCAT). De esta forma, el partido inició un proceso de primarias para elaborar sus listas a dichos comicios, siendo designada Àngels Chacón como su candidata a la presidencia de la Generalidad de Cataluña.
Tras no obtener ningún escaño en las Elecciones al Parlamento de Cataluña de 2021, quedando como la primera fuerza extraparlamentaria, y sin obtenerlo tampoco en las Elecciones generales de España de 2023, donde obtuvo solamente el 0,13% de los votos y siendo la 18ª fuerza política, el partido acordó su disolución por la mayoría de la afiliación en un congreso extraordinario convocado en octubre de 2023.

## Ideología

### Independentismo catalán y europeísmo
El PDeCAT está considerado en diversos ámbitos como nacionalista de derechas, centro-derecha y centro, autodefiniéndose en sus estatutos como «un partido político demócrata, catalanista, independentista, europeísta, humanista, feminista y republicano».
El partido sostiene que Cataluña es una nación con derecho de autodeterminación cuyo modelo político debería ser un "Estado independiente en forma de república" con una "democracia de calidad y mecanismos de representación que propicien el vínculo entre representantes, ciudadanía y territorio" y que sea "garante del pluralismo, los derechos humanos, la libertad de ideas y la no discriminación por ningún motivo". Así mismo, llegó a apoyar el derecho de autodeterminación de los denominados Países Catalanes (esto es, Cataluña, las Islas Baleares, la Comunidad Valenciana, la franja oriental de Aragón y el Rosellón francés).
Finalmente, el PDeCAT defiende la pertenencia de dicha república catalana a la Unión Europea y la Eurozona, llegando a abogar por "hacer realidad el proyecto de una Europa federal de naciones libres, con una unión política fruto de unos ideales y valores comunes".

### Liberalismo y predistribución
En lo económico, el partido aboga por una "economía catalana abierta y conectada con Europa y el mundo [...] que garantice la libre competencia ante los monopolios y apueste por el espíritu emprendedor [...] y que esté dotada de una fiscalidad y hacienda justa, eficiente, progresiva y equitativa que incentive la actividad económica y defienda a las pymes y autónomos". Estos principios se concretaron en la Primera Conferencia Ideológica del partido, el 13 de mayo de 2017, defendiendo que "la fuerza emprendedora y empresarial de la sociedad catalana ha de estar acompañada de una administración pública dinamizadora de la economía".

Así mismo, el PDeCAT admite que "el aumento de las desigualdades es el gran reto de la política moderna", abogando por la elaboración de políticas de prevención que se anticipen a dichas desigualdades y logren "un campo de juego que esté realmente nivelado y sea meritocrático, libre e inclusivo, que rompa la transmisión intergeneracional de la desigualdad y la pobreza". De esta forma, aún dejando la puerta abierta a "combinar políticas predistributivas con redistributivas con el fin de hacerlas más eficientes", el partido pone el énfasis en el enfoque predistributivo ante la desigualdad social.

### Humanismo, alianza público-privada y otras políticas
A su vez, el partido defiende unos "servicios sociales y sanitarios de proximidad y universalizados en todo el territorio" y una sanidad "con diversidad de proveedores tanto públicos como privados", la inversión en educación con una "financiación suficiente de la escuela pública y la escuela concertada", el apoyo "de un envejecimiento activo y saludable" y "la garantía de unas pensiones dignas", así como el fomento "del acceso a la cultura". De esta forma, apuesta por "la colaboración público-privada y público-social [...] que garantice a la administración pública llegar allí donde por sí sola no puede".
Finalmente, el PDeCAT apuesta por la práctica de políticas "que tengan como objetivo corregir la desigualdad entre mujeres y hombres", "comprometidas con las estrategias mundiales contra el cambio climático" queriendo "acompañar a las empresas a transitar hacia la economía circular", el "fomento de las energías renovables", y "la preeminencia del catalán como lengua propia de Cataluña [...] manteniendo el occitano para garantizar su futuro [...] y garantizando los derechos lingüísticos individuales de los hablantes en lengua castellana".

## Estructura

### Órganos del partido

#### Dirección Ejecutiva Nacional
El partido estaba dirigido por un Presidente y un Vicepresidente, siempre mixtos, que ejercían la máxima representación institucional y funciones de coordinación, pero no ejecutivas. Las labores ejecutivas eran ejercidas por la Dirección Ejecutiva Nacional, formada por un máximo de 30 miembros (elegidos por la Asamblea Nacional, estando incluidos los anteriores presidente y vicepresidente) que han de reunirse por lo menos una vez cada 15 días. Dichas labores son, en esencia, estas:
1. Ejercer la dirección del partido (conforme a las líneas indicadas por la Asamblea Nacional y el Consejo Nacional)
2. Ostentar la representación legal del PDeCAT (en actos judiciales y extrajudiciales)
3. Administrar y disponer del patrimonio del partido

#### Consejo Nacional
Está formado por un máximo de 300 miembros (20 socios elegidos por la Asamblea Nacional y otros 20 miembros de la JNC; los Presidentes tanto de las secciones comarcales y de distrito del partido, como de los ámbitos temáticos y las diversas comisiones del PDeCAT; quienes siendo miembros del PDeCAT o bien ejerzan la Presidencia de la Generalidad de Cataluña o de alguna Diputación provincial, o bien sean Consejeros en la Generalidad de Cataluña o miembros del Parlamento de Cataluña, Congreso de los Diputados o Senado; entre otros...) que deberán reunirse al menos una vez cada 2 meses. Sus principales funciones son:
1. Velar por el cumplimiento y ejercicio de las líneas políticas y estratégicas marcadas por el partido, controlando la actuación de la Dirección Ejecutiva Nacional
2. Aprobar (a propuesta de la Dirección Ejecutiva Nacional) las coaliciones electorales del PDeCAT con cualesquiera otros partidos, los programas electorales de ámbito nacional, y las cuentas anuales del partido
3. Ratificar (a partir de los resultados obtenidos en elecciones con listas abiertas) las candidaturas de las elecciones al Parlamento de Cataluña, Senado, Congreso de los Diputados y Parlamento Europeo

#### Asamblea Nacional
La conforman todos los asociados del partido (con una antigüedad mínima de 6 meses y al corriente de pago, no estando permitida la doble militancia), debiendo reunirse por lo menos una vez cada 4 años. Es el "máximo órgano de decisión, debate y participación" del PDeCAT, siendo sus principales funciones:
1. Decidir el posicionamiento ideológico y fijar la estrategia política del partido
2. Elegir a los miembros de la Dirección Ejecutiva Nacional (así como de las diversas comisiones del partido) mediante elecciones con listas cerradas y bloqueadas, por mayoría absoluta del 50 % del voto (si ninguna candidatura alcanza dicho margen, será celebrada una segunda vuelta)
3. Aprobar los informes de gestión y rendición de cuentas de los órganos ejecutivos del partido
4. Aprobar las modificaciones estatutarias del partido
5. Aprobar eventualmente la disolución del partido por una mayoría cualificada de 2/3 de los miembros de la asamblea

#### Otros órganos
Además de los anteriores, el PDeCAT cuenta con otros órganos centrales como el Comité Nacional (formado por como máximo 80 altos cargos de los demás órganos, siendo su función asesorar a la Dirección Ejecutiva Nacional y coordinar las líneas políticas y estratégicas del partido), el Consejo de Acción Municipal (agrupa a los alcaldes y demás responsables locales del partido, sirviendo para coordinar y debatir la acción territorial del PDeCAT), la Comisión para la Calidad Democrática (tramita expedientes disciplinarios contra asociados, resuelve conflictos internos y vela por la corrección de los procesos electorales en el seno del partido) o la Comisión Económica (asesora a los órganos ejecutivos en materia económica y financiera, y supervisa tanto la administración contable y patrimonial como los presupuestos y cuentas anuales del partido), entre otros.

### Estructura territorial
El PDeCAT está estructurado territorialmente en los ámbitos Local (a nivel de los municipios de Cataluña diferentes a Barcelona), Comarcal y de Distrito (a nivel de cada una de las comarcas de Cataluña y cada uno de los distritos de la ciudad de Barcelona), y Veguerial y Federal (a nivel de las veguerías de Cataluña y la federación de Barcelona ciudad). Cada uno de estos ámbitos territoriales contará con una Asamblea y un Presidente.
Así mismo, los estatutos del partido contemplan la posibilidad de actuar en todas las áreas del Principado de Cataluña (que incluye, además de Cataluña, la Franja de Aragón y el Rosellón francés). Finalmente, el PDeCAT cuenta con convenio de colaboración con los partidos Convergencia Democrática Aranesa (que actúa en el Valle de Arán) y Demócratas Valencianos (que actúa en la Comunidad Valenciana)

### Organización juvenil

#### JNC (2016-2020)
El PDeCAT fue creado en paralelo a la suspensión de la actividad de Convergencia Democrática de Cataluña (CDC). Esta suspensión habría dejado a la Juventud Nacionalista de Cataluña (JNC), hasta entonces organización juvenil de CDC, sin un partido de referencia. No obstante, la JNC y el PDeCAT firmaron un convenio de colaboración tras la fundación de este partido en 2016, lo que llevaría a la JNC a perpetuarse como la organización juvenil del PDeCAT.
En julio de 2020, la secretaria general de la JNC, Judith Toronjo, intervino en el acto de apertura del primer Congreso del partido político Junts per Catalunya (Junts) junto a diversas figuras hasta entonces vinculadas al PDeCAT como Carles Puigdemont, Jordi Turull o Josep Rull. Este apoyo de la cúpula de la JNC a Junts llevó, en octubre de 2020, a que diversos miembros de la JNC fundaran la nueva organización política juvenil Fòrum Demòcrata, más próxima al PDeCAT.
Tras ello, el 17 de octubre de 2020, el Consejo Nacional de JNC decidió, por mayoría del 88 %, romper el convenio de colaboración entre su organización y el PDeCAT, afirmando que "el instrumento político más útil para caminar hacia el objetivo fundacional de la JNC (la independencia de Cataluña) es Junts per Catalunya".

#### FD (2020-2023)
En paralelo a la desvinculación de la JNC de este partido, el presidente de la nueva organización juvenil Fòrum Demòcrata (FD), Lluís Vall, manifestaba que "hoy en día está claro que nos sentimos próximos (al PDeCAT)". Durante la campaña de las elecciones catalanas de 2021 el FD otorgó apoyo expreso al PDeCAT.

## Resultados electorales

### Parlamento de Cataluña
| Comicios | Cabeza de lista   | # de votos                    | % de votos                    | Escaños obtenidos | +/– |
| -------- | ----------------- | ----------------------------- | ----------------------------- | ----------------- | --- |
| 2017     | Carles Puigdemont | Dentro de Junts per Catalunya | Dentro de Junts per Catalunya | 12/135            | 17a |
| 2021     | Àngels Chacón     | 77.229 (#9)                   | 2,72                          | 0/135             | 12  |

a Respecto a los escaños obtenidos por Convergencia Democrática de Cataluña en 2015.

### Elecciones generales
| Comicios  | Candidato       | # de votos                    | % de votos (Cataluña)         | Escaños obtenidos (Cataluña) | +/– |
| --------- | --------------- | ----------------------------- | ----------------------------- | ---------------------------- | --- |
| Abr.-2019 | Jordi Sànchez   | Dentro de Junts per Catalunya | Dentro de Junts per Catalunya | 4/48                         | 4b  |
| Nov.-2019 | Laura Borràs    | Dentro de Junts per Catalunya | Dentro de Junts per Catalunya | 5/48                         | 1   |
| 2023      | Roger Montañola | 32.016 (#9)                   | 0,90                          | 0/48                         | 5   |

b Respecto a los escaños obtenidos por Convergencia Democrática de Cataluña en 2016.

## Logotipos

### Oficiales del partido
|  |  |

El partido fue nombrado en su Congreso Fundacional como Partit Demòcrata Català, pero no llegó a adoptar una identidad visual clara a la espera de poder formalizar la inscripción del partido. Tras ello, el partido logró registrarse como Partit Demòcrata Europeu Català, adoptando provisionalmente una imagen plana con sus siglas (PDECAT).
|  |  |

El 17 de diciembre de 2016 el PDeCAT realiza un acto mostrando al público su nueva y definitiva identidad visual. Su icono tiene la forma de "estrella" o "persona", representando los valores europeístas, liberales y humanistas del partido, empleando el color azul oscuro como un guiño al pasado convergente de la formación.
|  |  |

Durante la 1.ª Asamblea Nacional del partido, el 22 de julio de 2018, fue adoptada una nueva gama cromática en la simbología del PDECat, empleando el azul celeste (que recuerda al Partido Demócrata estadounidense) y el amarillo (que permite incluir los colores de la señera y simbolizar el liberalismo e independentismo catalán del partido).

### Usados en campañas electorales
|  |  |

Durante la campaña de las elecciones catalanas de 2021 (primeras a las que el partido se presentó en solitario) el PDeCAT adoptó una nueva imagen gráfica con el fin de remarcar el centrismo de la candidatura dentro del independentismo catalán, recuperando el histórico azul oscuro de CDC. Tras dichos comicios el PDeCAT volviería a usar su imagen oficial de partido.